# Hermann Merxmüller
Hermann Merxmüller, né le 30 août 1920 à Munich, mort le 8 février 1988 , est un botaniste et taxonomiste allemand. 

## Biographie
L’intérêt de Merxmüller pour la botanique est remarqué très tôt par ses mentors, et il est encouragé à cueillir dans les Alpes bavaroises et à la campagne. À 17 ans, il rejoint la Bavarian Botanical Society et à la fin de la Seconde Guerre mondiale reçoit une bourse de la Maximilian Foundation, lui permettant d’étudier la biologie à l’Université de Munich. Il termine ses études avec une thèse sur la distribution des plantes dans les Alpes, puis en prenant un poste d’assistant scientifique à la Botanische Staatsammlung où le directeur de l’institut, Karl Suessenguth, l’emploie pour aider à la création d’un prodromus ou traité d’introduction sur les plantes namibiennes, "Prodromus einer Flora von Südwestafrika". Les intérêts de Merxmüller le conduisent au genre Hieracium, et finalement à un intérêt durable dans la famille Compositae. 
Il se rend en Namibie à cinq reprises, collectant principalement en compagnie de Willi Giess. Compositenstudien I (1950), une analyse des collections de Sigmund Rehm d’Afrique du Sud-Ouest, du Transvaal et de la province du Cap, est le premier de 11 volumes, le dernier publié en 1984. Suessenguth et Merxmülle produisent une seule publication commune "Une contribution à la flore du district de Marandellas, Rhodésie du Sud" (1951). Merxmüller est un expert sur les plantes à fleurs de l’Afrique, et découvre plus de 100 nouvelles espèces de plantes dans ses expéditions sur ce continent. Il écrit aussi beaucoup sur la flore méditerranéenne et alpine. Ses publications portent sur la systématique générale, la taxonomie, la cytotaxonomie et la géographie végétale. Il est commémoré dans le genre Merxmuellera Conert, et de nombreuses espèces, dont Barleria merxmuelleri P.G. Meyer, Carex merxmuelleri Podlech, Corchorus merxmuelleri Wild, Erica merxmuelleri Dulffer, Hermannia merxmuelleri Friedr. etc.

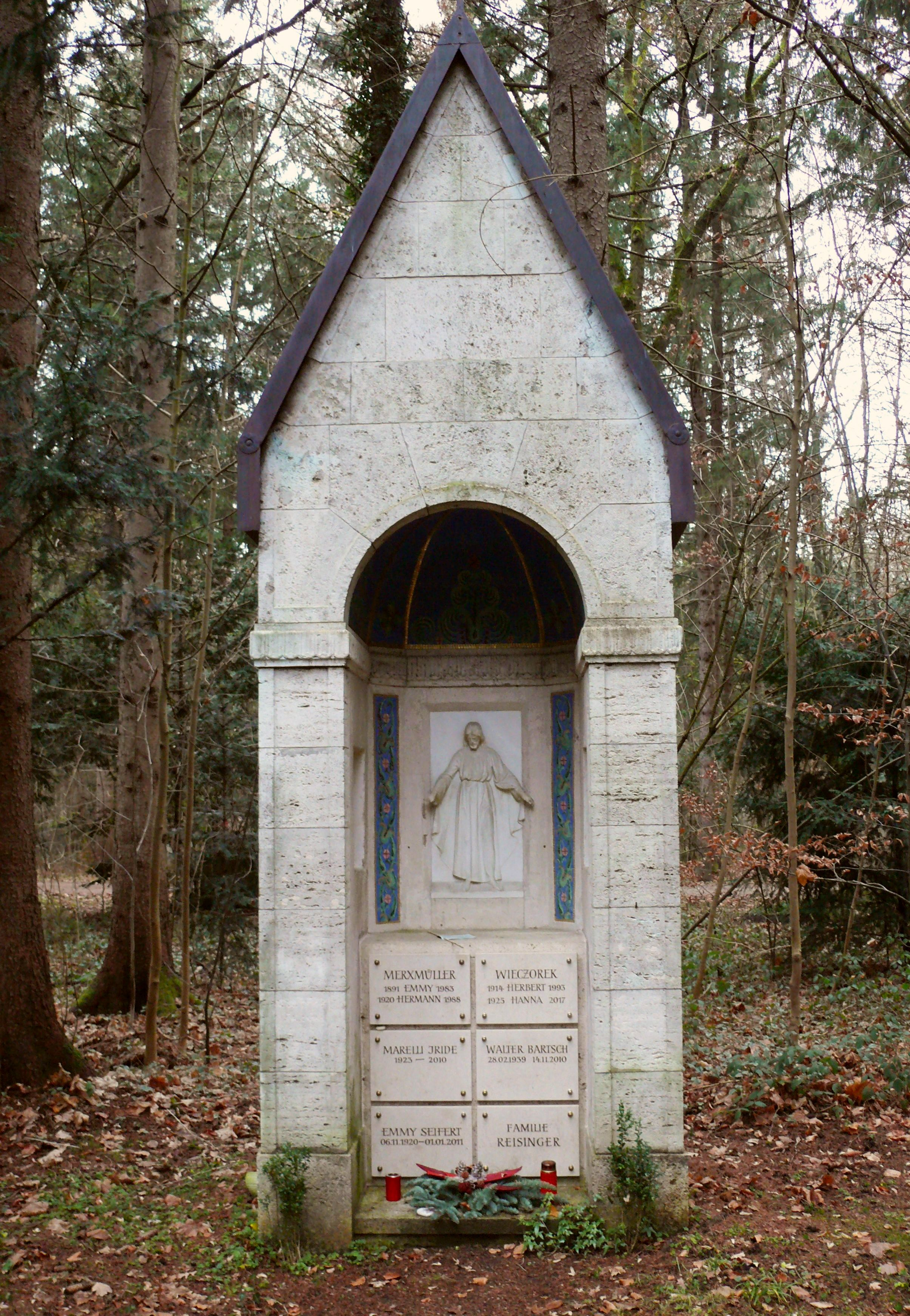
Sépulture au Waldfriedhof de Munich.

Merxmüller dirige le Botanische Staatsammlung pendant plus de 25 ans, période pendant laquelle il devient un expert reconnu dans le monde de la botanique systématique. Heinrich Nothdurft travaille à l’Institut d’Etat de botanique appliquée à Hambourg, et collabore avec Merxmüller et Kräusel sur "Sträucher und Bäume". Tous participent au succès du Kronen-Verlag et à la mise en œuvre de l’idée originale d’Erich Cramer - réunir des scientifiques éminents de la nature et des artistes distingués pour créer une œuvre unique dépeignant la forme exacte et la couleur de chaque espèce, tout en reflétant sa diversité et sa beauté esthétique.
L’abréviation standard de l’auteur Merxm. est utilisée pour indiquer que cette personne est l’auteur lorsqu’elle cite un nom botanique.